# Crazy Love (canción de Van Morrison)
«Crazy Love» («amor loco») es una canción del músico norirlandés Van Morrison publicada en el álbum de 1970 Moondance.
Publicada como cara B del sencillo "Come Running" en mayo de 1970, la portada muestra a Morrison con su por entonces esposa, Janet "Planet" Rigsbee. La fotografía fue tomada por Elliot Landy, fotógrafo oficial del Festival de Woodstock de 1969. "Crazy Love" fue clasificada en el puesto 198 de la lista de las 885 mejores canciones de todos los tiempos elaborada por los oyentes de WXPN.

## Dúos con Van Morrison
Ray Charles introdujo a Van Morrison tras la primera estrofa de la canción durante la gala de inducción del músico en el Salón de la Fama de Compositores en 2003. Charles destacó sobre la actuación: "Significó mucho cantar "Crazy Love" en el escenario aquella noche". Genius Loves Company, el último álbum de Ray Charles, incluye la canción interpretada entre Charles y Morrison.
Van Morrison y Bob Dylan cantaron a dúo "Crazy Love" en la película de la BBC One Irish Rover en 1991.

## Aparición en otros álbumes
- El dúo entre Ray Charles y Van Morrison fue también publicado en el álbum recopilatorio de 2007 The Best of Van Morrison Volume 3.
- «Crazy Love» fue incluida en el álbum recopilatorio de 2007 Still on Top - The Greatest Hits.

## Personal
- Van Morrison: voz
- Judy Clay: coros
- Emily Houston: coros
- John Klingberg: bajo
- Jeff Labes: piano
- Gary Mallaber: batería y vibráfono
- John Platania: guitarra
- Jackie Verdell: coros

## Versiones
«Crazy Love» ha demostrado ser un clásico con el paso de los años y ha sido interpretado por numerosos músicos, con varias de dichas versiones publicadas a posteriori en bandas sonoras de películas. La versión de Brian Kennedy fue incluida en la película de 1994 Cuando un hombre ama a una mujer. La versión de Aaron Neville y Robbie Robertson fue incluida en la banda sonora de la película Phenomenon. Entre otros artistas que versionaron "Crazy Love" figuran Brian McKnight, Paul Carrack, Rita Coolidge, Bryan Ferry, Helen Reddy, Rod Stewart, Michael Bublé y Cassandra Wilson.